# Носита, Мэтт
Мэттью Носита (англ. Matthew Nocita; род. 24 апреля 2000, Porter Ranch, Калифорния) — американский футболист, защитник.

## Клубная карьера
Окончил христианскую школу Оукс, где кроме футбола занимался лёгкой атлетикой и лякроссом. В 2015 и 2016 годах получил первые академические награды, осенью 2016 года был удостоен высшей академической награды, весной 2017 года стал магистром. Выступал за клуб «Реал Со Кэл». В декабре 2016 года поступил в Военно-морскую академию США.
11 января 2022 года на Супердрафте MLS 2022 Носита выбран в первом раунде под общим седьмым номером клубом «Нью-Йорк Ред Буллз». 25 августа подписал с клубом контракт до конца сезона 2022 с клубными опциями продления ещё на три сезона. Его профессиональный дебют состоялся 31 августа в матче «Нью-Йорк Ред Буллз II» в Чемпионшипе ЮСЛ против «Хартфорд Атлетик», в котором он отыграл первый тайм. По окончании сезона 2022 «Нью-Йорк Ред Буллз» продлил контракт с Носитой. За первую команду «Нью-Йорк Ред Буллз» он дебютировал 23 мая 2023 года в матче Открытого кубка США против «Цинциннати», выйдя на замену в компенсированное время второго тайма. В MLS дебютировал 12 июля в матче против «Цинциннати», выйдя на замену во втором тайме. 14 августа в матче «Нью-Йорк Ред Буллз II» в MLS Next Pro против «Коламбус Крю 2» забил свой первый гол в профессиональной карьере. По окончании сезона 2023 «Нью-Йорк Ред Буллз» не продлил контракт с Носитой.